# Nechci vědět, proč ptáček v kleci zpívá
Nechci vědět, proč ptáček v kleci zpívá (v anglickém originále I Don't Wanna Know Why the Caged Bird Sings) je 4. díl 19. řady (celkem 404.) amerického animovaného seriálu Simpsonovi. Scénář napsal Dana Gould a díl režíroval Bob Anderson. V USA měl premiéru dne 14. října 2007 na stanici Fox Broadcasting Company a v Česku byl poprvé vysílán 15. února 2009 na stanici ČT2.

## Děj
Líza je jmenována studentkou tisíciletí, a tak Marge zdůrazňuje, že se Homer musí zúčastnit jejího obřadu kvůli předchozím absencím na většině dětských akcí. Homer se tedy probudí dřív a odvede Maggie do školní auly. Mezitím Marge začne být netrpělivá při čekání ve frontě v bance, a tak se dá do řeči se zjevně okouzlujícím mužem jménem Dwight (Steve Buscemi). Během rozhovoru Dwight řekne Marge, aby se držela. Pak vytáhne pistoli a řekne všem, aby si lehli na zem, právě když do banky vejde další muž a vytáhne pušku. Poté přichází Gil Gunderson, připravený na svou novou práci hlídače, je však opakovaně postřelen Dwightovým komplicem, který poté v panice prchá. 
Homer samolibě čeká na Marge u obřadu. Marge soukromě zavolá Homerovi a oznámí mu, že je rukojmím při přepadení banky. Dwight si všimne telefonující Marge a hovor přeruší. Pak udělá kompromis; slíbí, že se vydá, pokud Marge slíbí, že ho ve vězení navštíví, s čímž ona neochotně souhlasí. Nervózní Marge se vrací domů. Homer se snaží Marge přesvědčit, aby Dwighta ve vězení nenavštěvovala, ale Marge chce dodržet svůj slib a navštívit ho. Při cestě do vězení však neustále zastavuje, aby se vyhnula cestě do vězení, a mešká návštěvní hodiny. Ve vězení Dwight na Marge s očekáváním čeká. Při sledování Haďákova rozhovoru s jeho přítelkyní Glorií začne být Dwight začíná být Dwight v depresi a pak i v hněvu a Marge při sledování depresivního filmu o vězni, který měl být popraven elektrickým proudem, začíná doléhat pocit viny. Ve stejnou chvíli Dwight utíká ze springfieldské věznice. V novinách najde Marginu adresu a vydá se ji hledat. 
Když se Marge doma dívá na televizi, uvidí ve zprávách reportáž Kenta Brockmana o Dwightově útěku z vězení. Dwight ji začne na různých místech pronásledovat a úspěšně Marge dostihne a drží ji jako rukojmí. Dwight ji vezme do stejného zábavního parku, kde ho opustila jeho matka, s úmyslem, aby mu Marge pomohla splatit ztracený čas, a slíbí jí, že ji potom pustí, s čímž Marge ze soucitu souhlasí. S Marge se pak společně projedou na vikingské lodi. Přijíždí náčelník Wiggum a pokouší se Marge zachránit, ale je při jízdě přistižen. Dwight ucpe soukolí atrakce tím, že do jejích útrob skočí, aby Wigguma zachránil. Naštěstí přežije a po hospitalizaci a úplném uzdravení se vrací do vězení. Ve vězení Marge konečně navštíví Dwighta, který jí dá zploštělou pampelišku zabalenou v kostce mýdla, kterou pro ni nechal vyřezat, se vzkazem na zadní straně, aby ji naverboval k pomoci při dalším pokusu o útěk z vězení. Marge s pokusem o útěk nesouhlasí a Dwight, ačkoli je z toho smutný, řekne, že si dárek může nechat.

## Produkce
V epizodě hostoval americký hudebník a politický aktivista Ted Nugent, jenž je zastáncem lovu a práv na držení zbraní. V epizodě ztvárnil sám sebe. Jeho hlas zazní během telefonátu, v němž vyzývá voliče, aby hlasovali proti návrhu, který by znemožnil používání kuší ve veřejných školách. Dodává k tomu: „Když zakážeme kuše, kdo bude chránit naše děti před nabíhajícími losy?“.

## Kulturní odkazy
Název této epizody je převzat z autobiografie Mayi Angelou I Know Why the Caged Bird Sings z roku 1969. Dwightovy oči jsou odkazem na oči jeho hostujícího herce Steva Buscemiho. Homer prozradí, že pracuje na románu o Supermanovi. Agnes cituje, že Dwight a jeho partner jsou „Johnny a Clyde“, což je převzetí Bonnie a Clydea. Šéf Wiggum sleduje na přenosném DVD přehrávači film Vyjednavač, aby se naučil, jak řešit situaci s rukojmími. Epizoda Itchyho a Scratchyho The Un-Natural paroduje baseballový skandál se steroidy a název odkazuje na knihu a film The Natural. Dwight utíká z vězení stejně jako Andy Dufresne ve filmu Vykoupení z věznice Shawshank. Po útěku to vypadá, že Dwight šlápne na kameru, což je odkaz na Roberta De Nira, který šlápne na kameru po propuštění z vězení ve filmu Mys hrůzy. Doktor Dlaha a Krusty, kteří se na konci setkají, odkazují na předchozí scénu s rukojmími, čímž mimoděk naznačují The Nine. Dwightův parťák při loupeži je založen na Johnu Cazaleovi a jeho postavě ve filmu Psí odpoledne, který také zahrnoval situaci s rukojmími.

## Přijetí
Ve Spojených státech díl během premiéry sledovalo 8,8 milionu diváků.
Robertu Canningovi z IGN se Buscemiho vystoupení líbilo a obzvlášť si užil scénu, kdy se Buscemimu díky zrcadlu v lunaparku zvětšily oči do „zábavného extrému“; Buscemiho hlas byl podle něj také prvním hostujícím hlasem řady, který byl využit naplno. Navzdory vtipnosti dílu také uvedl, že závěr epizody na konci skutečně trochu ochabl, a měl pocit, že nedokázal přinést tolik smíchu jako vše, co mu předcházelo. Tato epizoda byla také jednou ze dvou dílů, které se mu v této řadě líbily, tou druhou byla Homerova odtahovka.
Patrick D. Gaertner ze serveru Puzzled Pagan napsal: „Tenhle díl byl prostě úplně o ničem. Nápad, že Marge je psychicky poznamenaná traumatickou událostí, jako je účast na bankovní loupeži, a pak ji pronásleduje odsouzenec, měl být opravdu zajímavou premisou. Ale je na tom něco, co je prostě strašně nudné. A já si myslím, že je to buď tím, že je to příliš hloupé a epizodní, než aby se to postaralo o tak divnou a temnou premisu, nebo tím, že Dwighta udělali tak neschopného a tak moc smutného. Na těchto dvou volbách je prostě něco, co epizodu zbavuje čehokoli zajímavého a z toho, co by mělo být napínavou epizodou Simpsonových, dělá podivnou slátaninu. Prostě to není můj šálek čaje.“.